# Иаков (епископ Ростовский)
Епи́скоп Иа́ков (ум. 1392) — епископ Русской церкви, епископ Ростовский.
Канонизирован в 1549 году вторым Макарьевским собором в лике святителей, память совершается 27 ноября (10 декабря) шестеричным богослужением.

## Биография

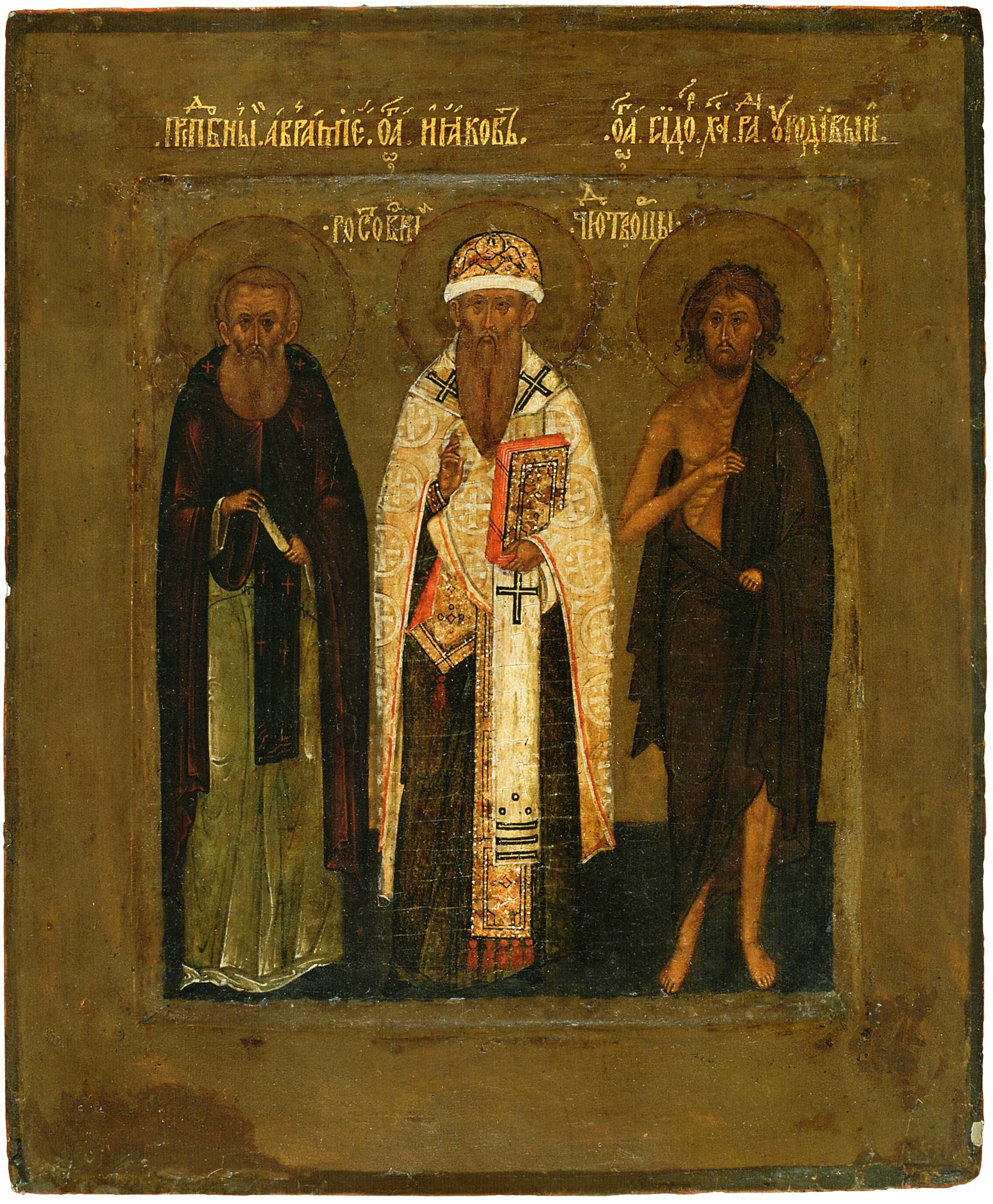
Святитель Иаков, преподобный Авраамий и блаженный Исидор Твердислов Ростовские, Автор: Савин Истома, конец XVI — начало XVII веков.

В раннем возрасте принял постриг в Копырском монастыре на реке Ухтоме, затем стал в нём игуменом. В 1386 году хиротонисан во епископа Ростовского. В 1389 году был изгнан с кафедры. Причиной к этому послужило недовольство бояр принятым им решением оправдать женщину, осуждённую на казнь, и направить её на покаяние в монастырь.
Уйдя из Ростова, Иаков поселился на берегу озера Неро, где основал Зачатьевский (ныне Спасо-Яковлевский) монастырь.
Скончался 27 ноября 1392 года и был погребён в церкви Зачатия Пресвятой Богородицы основанного им монастыря.
Поздние жития сообщают, что Иаков боролся с иконоборческой ересью некоего Маркиана, появившегося в Ростове в конце XIV века. Эта история возникла по причине того, что древнее житие святителя, составленное не позднее середины XVI века, не сохранилось (его не знал и Димитрий Ростовский при составлении своих Четьих миней). Агиографы для составления жития использовали фрагменты службы святителю, составленной на основе заимствований из службы святителю Вуколу (ум. ок. 100 года, память 6 февраля), который вёл борьбу с еретиком I века Маркианом, и из службы святителю Стефану Сурожскому (VIII век, память 15 декабря), бывшему противником императора-иконоборца Константина Копронима.

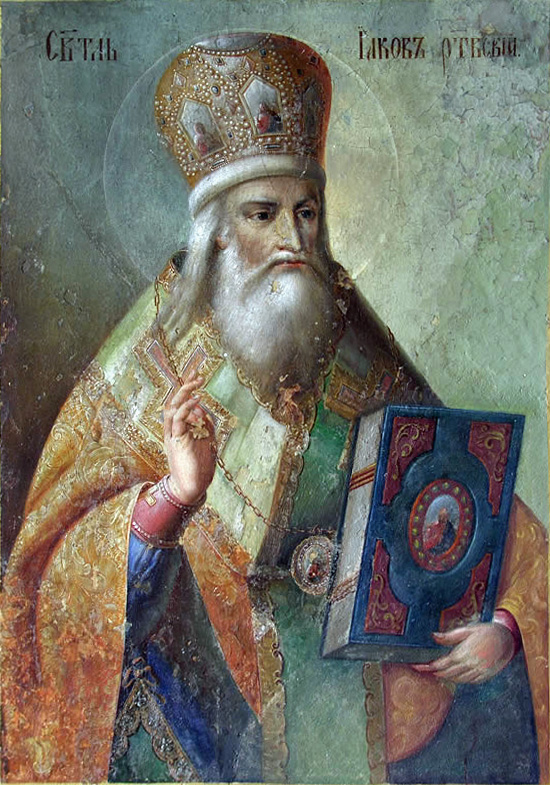
Святитель Иаков Ростовский. Роспись алтаря Димитриевского храма Спасо-Яковлевского монастыря. XIX век.

В Иаковлевской церкви Спасо-Яковлевского монастыря устроен надгробный комплекс над мощами святителя Иакова.

## О датах в биографии святителя Иакова
Несмотря на то, что в агиографии утвердились даты архиерейства Иакова с 1386 по 1390 год, они вызывают определённые сомнения. Во-первых, Иаков не мог быть поставлен в 1386 году из-за отсутствия в это время митрополита. Пимен, на тот момент канонический глава русской церкви, был в Константинополе, чтобы предстать перед патриаршим судом. Из Москвы он выехал 9 мая 1385 года. Киприан, оспаривавший право занимать кафедру русской митрополии, в это время так же в Константинополе. Более того, в 1387 году на Ростовскую кафедру, которая с этого времени стала архиепископией, был поставлен  игумен Симонова монастыря Феодор. Произошло это во время бегства Пимена и Феодора из Константинополя, по дороге на Русь. Иными словами, кафедра в 1387 году была вакантна. Либо Иаков был согнан с кафедры ранее этого времени, либо поставлен позже. С другой стороны, Феодор тоже был лишён кафедры, и произойти это могло только между 1387 и 1389 годами.